# کانیکایوو
کانیکایوو (انگلیسی: Kanykayevo) یک شهرک در شهرستان بیژبولیاکسکی باشقیرستان کشور روسیه است.